# Tunico da Vila
Antonio João e Pedro Caniné Ferreira (Rio de Janeiro, 13 de junho de 1973), nas artes Tunico, é cantor, compositor, percussionista, produtor musical. Artista da Sony Music Brasil e compositor da Universal Publishing.
Tunico é cantor, compositor, percussionista e produtor do samba contemporâneo, aliando sua vivência como músico a experiências ligadas ao seu pertencimento cultural. Canta canções que contam histórias ancestrais, românticas  e é influenciado pelos ambientes que deram liga ao samba carioca, as rodas de samba e os terreiros.
Herdeiro do samba isabelense, conversa musicalmente com o seu público por meio de releituras e composições que reafirmam sua origem banta, seu som irreverente com raízes fincadas no partido-alto e em temáticas íntimas do cotidiano, liberdade e sensualidade. Apresenta sambas de roda, afro-sambas, além de ritmos angolanos como o semba.
Depois dos primeiros shows da turnê 2019, que ocorreram no Rio (Teatro João Caetano e Sala Baden Powell),  SP e no carnaval de Cabo Verde em África, o cantor e compositor Tunico apresenta seu novo show, “Quero, Quero”. Ele propõe um voo na origem africana do samba e na trajetória dos cinquenta anos de carreira de seu pai, Martinho da Vila, celebrando sua gêneses. Com suas vivências e como testemunha partícipe, nos mais de 25 anos que o acompanhou pelo mundo como seu percussionista, nas cantorias e composições que dividiu com ele. Um show de memória afetiva e de sons de povos. “Para mim, fazer parte desse legado cultural é um privilégio. Ter nascido num lar cultural efervescente, de culto as raízes do samba, ter viajado o mundo com o pai, ter aprendido a respeitar a liberdade, as escolhas dos seres humanos, compor canções e cantar com ele é um aprendizado que vai muito além da relação pai e filho. Martinho da Vila é história da cultura, da música do Brasil negro e afirmativo”, Tunico.
Em seu novo clipe, “Quero, Quero” lançado em abril desse ano, Tunico  gravou uma releitura do samba de 1977 de Martinho da Vila, com mensagens sobre liberdade e a soberania dos direitos humanos. Participaram cantando os rappers BK, Dexter, Rappin Hood, Kamau, Rashid, o coletivo Melanina Mc´s e Martinho da Vila. “O samba fala do querer humano, do participar, do grito pelos direitos soberanos unindo samba e rap, duas culturas negras mensageiras. Acabou se tornando um desabafo coletivo, em tempos abafados para quem aprendeu sobre a liberdade como eu. Convidei amigos e amigas para desabafarmos juntos, cada um ao seu modo. Na filosofia africana é assim, todo mundo junto, a música, a poesia cantada, libera energias e forças para um mundo melhor”, disse Tunico.
Tunico realizou o Circuito SESC SP com o show "Tunico canta Martinho" em 2017 e 2018, nas cidades de Presidente Prudente, Birigui, São Carlos e Ribeirão Preto. Em 2017 e 2018, Tunico da Vila gravou dois clipes e disponibilizou nas plataformas streamings, “É dia de rede no mar” uma ode à cultura do povo do mar e “Nos Caminhos de Um Só”, junto com o sambista Xande de Pilares num canto contra a intolerância.
Trajetória
Inicia sua carreira como músico profissional aos 20 anos de idade. Percussionista consagrado, fez parte do movimento que levou a percussão brasileira para o exterior. Tunico da Vila fez carreira internacional, tendo atuado na Dinamarca, Portugal, Cabo Verde, França, Inglaterra, Suíça, Alemanha e Angola. Foi músico percussionista da banda de Martinho da Vila durante 25 anos, gravou com Emílio Santiago, Leila Pinheiro, fez arranjos de percussão para o clipe produzido pelo cineasta americano Spike Lee.
Junto com sua irmã Analimar e Ana Costa fez parte do grupo “Coeur Sambar”. Seu lado compositor nasce em 1994, no antigo bar do Varandão, reduto de sambistas de Vila Isabel quando compôs seu primeiro samba com os parceiros Paulinho da Aba (in memoriam) e Agrião. Gravou seu primeiro álbum intitulado “Tunico Ferreira” (2003), que fez sucesso com a música “Nota de Cem”. Em 2009, lançou seu segundo álbum ”Na cadência do Partido Alto” e em 2016 o EP “O Velho de Oiá”, disponível nas plataformas Spotify e Deezer. Salgadinho gravou a canção, “Que paixão tão linda é essa” (2017), de Tunico da Vila. Tunico compôs as canções, “Um ai ai pro meu amor” no álbum “Tá delícia, tá gostoso” (1995), “Pare de brincar comigo” e “Difícil ser fiel” no álbum “O Pai da Alegria” (1999) gravadas por Martinho da Vila. Das composições com o pai, a música “Cheguei no Samba”, gravada pelo grupo Swing e Simpatia (2000). Autor de “Festa de Caboclo”, Tunico foi gravado por Martinho da Vila no CD “Da Roça e da Cidade” (2001). Interpretou o samba romântico de sua autoria, “Vivo pra sentir seu prazer“ no álbum “Lambendo a Cria” (2011), “Meu Off Rio” no DVD Sambabook Martinho da Vila (2013), e os sambas de enredo, “De alegria pulei, de alegria cantei ”e “Teatro Brasileiro”, dessa vez no CD “Enredo” (2014) de Martinho.
Em 2020, lançou em tempos pandêmicos o álbum Fases da Vida tendo Rildo Hora assinando a produção musical.
Faz parte da ala de compositores da Unidos de Vila Isabel e é benemérito da escola, sendo autor do samba campeão do carnaval de 2013 pela Unidos de Vila Isabel e duas vezes campeão do carnaval de Uruguaiana (2012 e 2013). Em 2018, interpretou o samba-enredo conhecido como “Festa no Arraiá”, de sua autoria em parceria com Martinho da Vila e Arlindo Cruz no álbum “Alô Vila Isabeeel” e no CD “Bandeira da Fé”, a canção “Baixou na Avenida”, ambos de Martinho da Vila pela Sony.
Já se apresentou com sua banda no carnaval de Cabo Verde em África, Almada e Crato em Portugal, nas principais casas de samba do eixo Rio- SP, nos Teatros Rival (RJ), João Caetano (RJ), Sala Baden Powell (RJ) e Guaíra em Curitiba (PR), no Sesc Ipiranga e no Teatro da Ufes (ES).
História de Vida
Nascido no dia de Santo Antônio, dia 13 de junho, batizado como Antônio João e Pedro Caniné Ferreira, Tunico , 49 anos, é carioca, nascido e criado no bairro boêmio de Vila Isabel. Possui uma história intrínseca à escola de samba, começou a frequentar a quadra da Unidos de Vila Isabel ainda criança, com seu pai o cantor e compositor Martinho da Vila e sua mãe Ruça, que foi presidente campeã pela Unidos de Vila Isabel em 1988. Formou-se em percussão pela Ordem dos Músicos do Brasil, participou do 1º Canto Livre de Angola no Brasil em 1983, do Kizomba- Encontro Internacional de Arte Negra em 1984, do desfile “Kizomba, Festa da Raça” da Unidos de Vila Isabel em 1988, do PERC PAN 2010- Panorama Percussivo Mundial em Salvador –BA.
Tunico realizou um intercâmbio com músicos capixabas criando o show Spitito Samba e convidou artistas como
Martinho da Vila, Mart'nália, Criolo, Sandra de Sá, Xande de Pilares, Dudu Nobre, Fernanda Abreu, Toni Garrido, Renato Teixeira, Monarco e Mariene de Castro participaram desse projeto.
Participou do concerto “Eu Sou o Samba”, unindo samba e a orquestra, que foi transmitido pela TV Cultura em 2017 e recebeu o título de cidadão espírito-santense pelos seus projetos de economia cultural criativa.
Tunico é casado com a Manager, jornalista e mestra em Culturas e Humanidades Déborah Nicchio Sathler Ferreira, padrasto de Higor Nicchio, reside no Rio de Janeiro e em Vitória no Espírito Santo.é Candomblecista,filho dos Orixás Omolú, Oxum e Ogum, e é pai de Lara, Leonardo, Luah e Madalena(in memorian).

## Premiações
- Estandarte de Ouro

1. 2013 - Melhor samba-enredo (Vila Isabel - "A Vila Canta o Brasil, Celeiro do Mundo - Água no Feijão que Chegou Mais Um") [1][2]

- Estrela do Carnaval

1. 2013 - Melhor samba-enredo (Vila Isabel - "A Vila Canta o Brasil, Celeiro do Mundo - Água no Feijão que Chegou Mais Um") [3]

- Gato de Prata

1. 2013 - Melhor samba-enredo (Vila Isabel - "A Vila Canta o Brasil, Celeiro do Mundo - Água no Feijão que Chegou Mais Um") [4][5]

- Plumas & Paetês Cultural

1. 2013 - Melhor samba-enredo (Vila Isabel - "A Vila Canta o Brasil, Celeiro do Mundo - Água no Feijão que Chegou Mais Um") [6]

- Prêmio SRzd

1. 2013 - Melhor samba-enredo (Vila Isabel - "A Vila Canta o Brasil, Celeiro do Mundo - Água no Feijão que Chegou Mais Um") [7]

- Prêmio Veja Rio

1. 2013 - Melhor samba-enredo (Vila Isabel - "A Vila Canta o Brasil, Celeiro do Mundo - Água no Feijão que Chegou Mais Um") [8][9]

- S@mba-Net

1. 2013 - Melhor samba-enredo (Vila Isabel - "A Vila Canta o Brasil, Celeiro do Mundo - Água no Feijão que Chegou Mais Um") [10]

- Tamborim de Ouro

1. 2013 - Melhor samba-enredo (Vila Isabel - "A Vila Canta o Brasil, Celeiro do Mundo - Água no Feijão que Chegou Mais Um") [11]

- Troféu Apoteose

1. 2013 - Melhor samba-enredo (Vila Isabel - "A Vila Canta o Brasil, Celeiro do Mundo - Água no Feijão que Chegou Mais Um") [12]

- Troféu Tupi Carnaval Total

1. 2013 - Melhor samba-enredo (Vila Isabel - "A Vila Canta o Brasil, Celeiro do Mundo - Água no Feijão que Chegou Mais Um") [13]